# J. R. "Bob" Dobbs

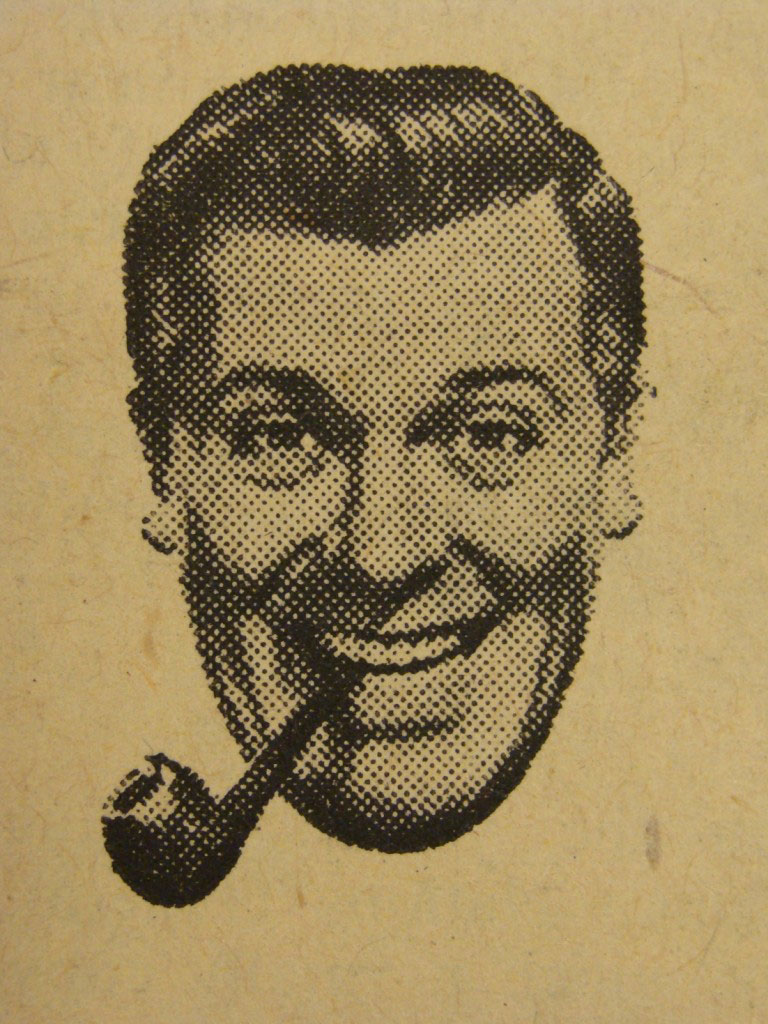
Hình ảnh năm 1956 này có nét tương đồng với hình ảnh được tạo ra sau này mô tả Dobbs.

J. R. "Bob" Dobbs là kẻ đứng đầu bù nhìn tôn giáo nhại Giáo hội SubGenius. Hình ảnh của ông bắt nguồn từ một bộ sưu tập clip art do Công ty Điện thoại Bell Tây Texas phân phối vào năm 1946.
Theo giáo điều của SubGenius, "Bob" là một nhân viên bán hàng mà vào năm 1953, đã tận mắt chứng kiến linh ảnh của vị thần JHVH-1 trên chiếc tivi mà ông từng chế tạo. Linh ảnh này đã truyền cảm hứng cho ông viết hoặc đọc "PreScriptures" (như được mô tả trong Sách SubGenius) và thành lập Giáo hội. Thần học cho rằng "Bob" là người bán hàng vĩ đại nhất lúc sinh thời và đã nhiều lần thoát khỏi cái chết. Ông cũng được tôn kính vì những hành động điên rồ của mình và được cho là vị cứu tinh của "Slack". Ông bị ám sát ở San Francisco vào năm 1984, mặc dù Giáo hội tuyên bố rằng ông từng chết đi sống lại nhiều lần kể từ đó.

## Tiểu sử cá nhân
Theo kinh sách Revelation X; The "Bob" Apocryphon, "Bob" chào đời tại Dallas, Texas, có cha tên là Xinucha-Chi-Xan M. Dobbs (một dược sĩ) và mẹ tên là Jane McBride Dobbs. Lúc còn nhỏ, ông đã có biệt tài kiếm được số tiền lớn bằng cách chơi chứng khoán qua điện thoại. Về sau ông lấy cô vợ tên gọi Constance "Connie" Marsh ở Las Vegas vào năm 1955 và làm người mẫu cho một nhiếp ảnh gia đồng thời phát minh và cấp bằng sáng chế cho những món đồ bịt miệng mới lạ. Năm 1957, ông làm việc vào cuối tuần để rao giảng Phúc Âm Cơ đốc giáo "nghiêm túc vì tiền".
Truyện ngắn "The Horror on Howth Hill" của Robert Anton Wilson có kể về cuộc trò chuyện giữa Dobbs và nhà khoa học điên De Selby.

## Connie Dobbs
Constance "Connie" Marsh Dobbs, vợ của "Bob", gần như đã trở thành huyền thoại trong giới SubGenius giống như "Bob". Mặc dù "Bob" đã kết hôn với những người phụ nữ, linh hồn, thần linh và đồ vật vô tri khác, Connie vẫn được mô tả trong bộ phim tài liệu Arise! là "người vợ đầu tiên và vẫn là chính thất của ông". Connie, vốn là nữ diễn viên và người mẫu, đã lập nên Nhà dành cho Trẻ em không Slack (Home for Slackless Children), là người bảo trợ cho phụ nữ SubGenius và được coi là kẻ có tầm nhìn về sự giải phóng thực sự đối với phụ nữ. Connie tỏ ra không chịu khuất phục trước bất kỳ ai (đặc biệt là "Bob"). Và cô ấy cũng phóng túng và lăng nhăng như chồng mình, mặc dù cô ấy có cái đầu điềm tĩnh hơn khi đề cập đến các vấn đề gia đình.
Connie được mô tả là "bộ não" của cặp đôi viết bài ở lớp 4 hồi còn học lớp 1 và để "Bob" chép bài tập về nhà của mình khi họ còn nhỏ. Cô ấy cũng được cho là một người biến hình, từng tổ chức sinh nhật lần thứ 100 của mình và hát hò, nhảy nhót rồi trò chuyện tại một cuộc họp mặt vào năm 2022.

## Dobbstown
Theo truyền thuyết của Giáo hội, "Bob" và "Connie" đã từng đặt chân đến Sarawak, Malaysia và gầy dựng trụ sở chính của mình, một vùng đất bí mật ở đó mang tên Dobbstown mà họ thường lưu trú mỗi khi có dịp qua đây.

## Hình ảnh của "Bob"
Hình ảnh của "Bob" xuất hiện lần đầu trong ấn phẩm gốc của SubGenius nhan đề Tập sách nhỏ SubGenius #1 (còn gọi là "The World Ends Tomorrow and You May Die"; Thế giới kết thúc vào ngày mai và bạn có thể chết) (1979). Kể từ lần xuất hiện đầu tiên, khuôn mặt của ông đã hiện diện ở nhiều nơi trên thế giới và nó đã xuất hiện trên mọi thứ, từ nghệ thuật graffiti trên cầu vượt xa lộ và như một phần của bộ ký tự đồ họa của hệ điều hành Atari ST, đến các album nhạc của nhiều ban nhạc ngầm (và một số ban nhạc rock chính thống nổi tiếng, từ Devo đến Sublime) và bộ phim không thường xuyên (The Wizard of Speed and Time), chương trình truyền hình (Pee-wee's Playhouse) và phim hoạt hình (SpongeBob SquarePants). Ngoài ra còn có hai bộ truyện tranh Đức có mặt "Bob" ("Future Subjunkies" và "Space Bastards", đều của Gerhard Seyfried và Ziska Riemann). Giáo hội SubGenius duy trì nhãn hiệu và bản quyền đối với hình ảnh của "Bob", mặc dù họ đã cố gắng tránh thực hiện các hành động pháp lý trừ khi thực sự cần thiết. Hình ảnh của "Bob" thường thấy trên nhóm tin Usenet alt.binaries.slack, nơi ông xuất hiện thường xuyên trong những bức hình của nhiều nghệ sĩ. Nghi thức phù hợp trên nhóm tin quy định rằng sự ghi nhận công lao phải được cung cấp khi đến hạn và việc Giáo hội thừa nhận quyền sở hữu hình ảnh của "Bob" được những người tham gia nhóm tin thường xuyên chấp nhận.
J.R. "Bob" Dobbs là nguồn cảm hứng cho nhân vật Giáo sư Utonium trong phim hoạt hình The Powerpuff Girls. Nhân vật Doc Magnus của DC Comics cũng có hình ảnh rất giống "Bob."

## Biểu tượng thiêng liêng
Khoảng năm 2002, Giáo hội đã thông qua một biểu tượng mới gọi là "Biểu tượng thiêng liêng", là một cây thánh giá cách điệu gồm ba thanh và một ống, được đặt theo hoa văn phù hợp với mắt, mũi, miệng, và ống tẩu trong hình ảnh của "Bob".

## Cuộc thăm dò ý kiến củaTime
Trong số ra ngày 1 tháng 1 năm 2000, một cuộc thăm dò trên Internet của tờ Time đã vinh danh J. R. "Bob" Dobbs là "kẻ lừa đảo hay giả mạo" số 1 của thế kỷ 20.